# Дебрест, Гарольд
Дебрест (Виленский) Гарольд (25 ноября 1883, Брест-Литовск Гродненской губернии — 4 ноября 1982, Нью-Йорк ) — американский журналист, поэт, эссеист.

## Биография
Потомок знаменитого раввина Л.Геллера, родился в семье Иосифа Виленского и Малки Тераянской. В 1892 году эмигрировал из Брест-Литовска вместе с отцом и сестрой в США, обосновавшись в Нью-Йорке. C 13 лет учился в Еврейской теологической семинарии. В 17 лет, перед посвящением в раввины, разочаровавшись покинул семинарию. Продолжил учёбу в Еврейском колледже (Hebrew Union College-Jewish Institute of Religion), после окончания возглавлял Еврейский институт в Сент-Луис. В 1907 году был среди основателей Всемирного еврейского конгресса.
В ранние годы проявил интерес к журналистике. Дебютировал в периодическом издании «Modern Review» (Сент-Луис). Вернувшись в Нью-Йорк писал статьи для «Hebrew Standard». С 1927 года стал редактором «The Jewish Tribune», а в 1932 — «The Jewish Forum». В течение этого периода был штатным сотрудником известного американского издания «New York Post». Распространял свой собственный бюллетень новостей «Debrest’s Special News Service» в течение 1930-х годов.
В газете «The Jewish Tribune» вёл еженедельные колонки «Remark-Ables» о примечательных людях или событиях. Именно в этих колонках он применил псевдоним Гарольд Дебрест, ссылаясь на своё место рождения — Брест-Литовск. Публиковался также как поэт. Его наиболее известное стихотворение «The White and Blue» («Белое и Синее» — означающее цвета флага Израиля), было посвящено президенту США Гарри Трумэну. Оно было положено на музыку и стало своего рода дополнением к национальному гимну Израиля – гимном для англоязычных евреев.